# سيف مارت سنتر
سيف مارت سنتر (بالإنجليزية: Save Mart Center)‏ هي ساحة متعددة الأغراض، تقع في حرم جامعة ولاية كاليفورنيا، فريسنو (ولاية فريسنو)، وتقع في فريسنو، كاليفورنيا، الولايات المتحدة.